# Karinsko morje
Karinsko morje (hrvaško Karinsko more, tudi Karinsko jezero), zaliv Jadranskega morja v severni Dalmaciji s površino 5,47 km². Globoko je od 3 do 12, 5 m. Vanj z južne strani priteka rečica Karišnica, ob njenem visokem vodostaju, ki je ponávadi pozimi, njegova slanost pade s približno 36‰ na okoli 29‰. Z ozkim okoli 1,5 km dolgim Karinskim ždrilom je povezan z Novigradskim morjem. V njegovem severozahodnem delu leži otoček Karinski školj. Ob jugozahodnem delu morja pelje cesta Zadar - Obrovac, na obali pa ležita naselja Donji in Gornji Karin.